# Castrillo de Villavega
Castrillo de Villavega ist ein nordspanisches Dorf und Hauptort einer Gemeinde (municipio) mit 168 Einwohnern (Stand: 2024) in der Provinz Palencia in der Autonomen Gemeinschaft Kastilien-León. Neben dem gleichnamigen Hauptort Castrillo de Villavega gehört die Ortschaft Villavega zur Gemeinde. 

## Lage und Klima
Castrillo de Villavega liegt in der Region Tierra de Campos auf der kastilischen Hochebene in einer Höhe von ca. 855 m. Die Provinzhauptstadt Palencia befindet sich mit ihrem Stadtzentrum etwa 55 Kilometer (Fahrtstrecke) südlich.
Das Klima im Winter ist durchaus kalt, im Sommer dagegen warm bis heiß; die eher spärlichen Regenfälle (ca. 618 mm/Jahr) fallen überwiegend im Winterhalbjahr.

## Bevölkerungsentwicklung
| Jahr      | 1970 | 1981 | 1991 | 2001 | 2011 | 2021 |
| Einwohner | 510  | 373  | 340  | 280  | 208  | 173  |

## Sehenswürdigkeiten
- Burganlage
- Quiricuskirche in Castrillo de Villavega
- Andreaskirche in Villavega
- Christuskapelle
- Marienkapelle
- Sebastianuskapelle

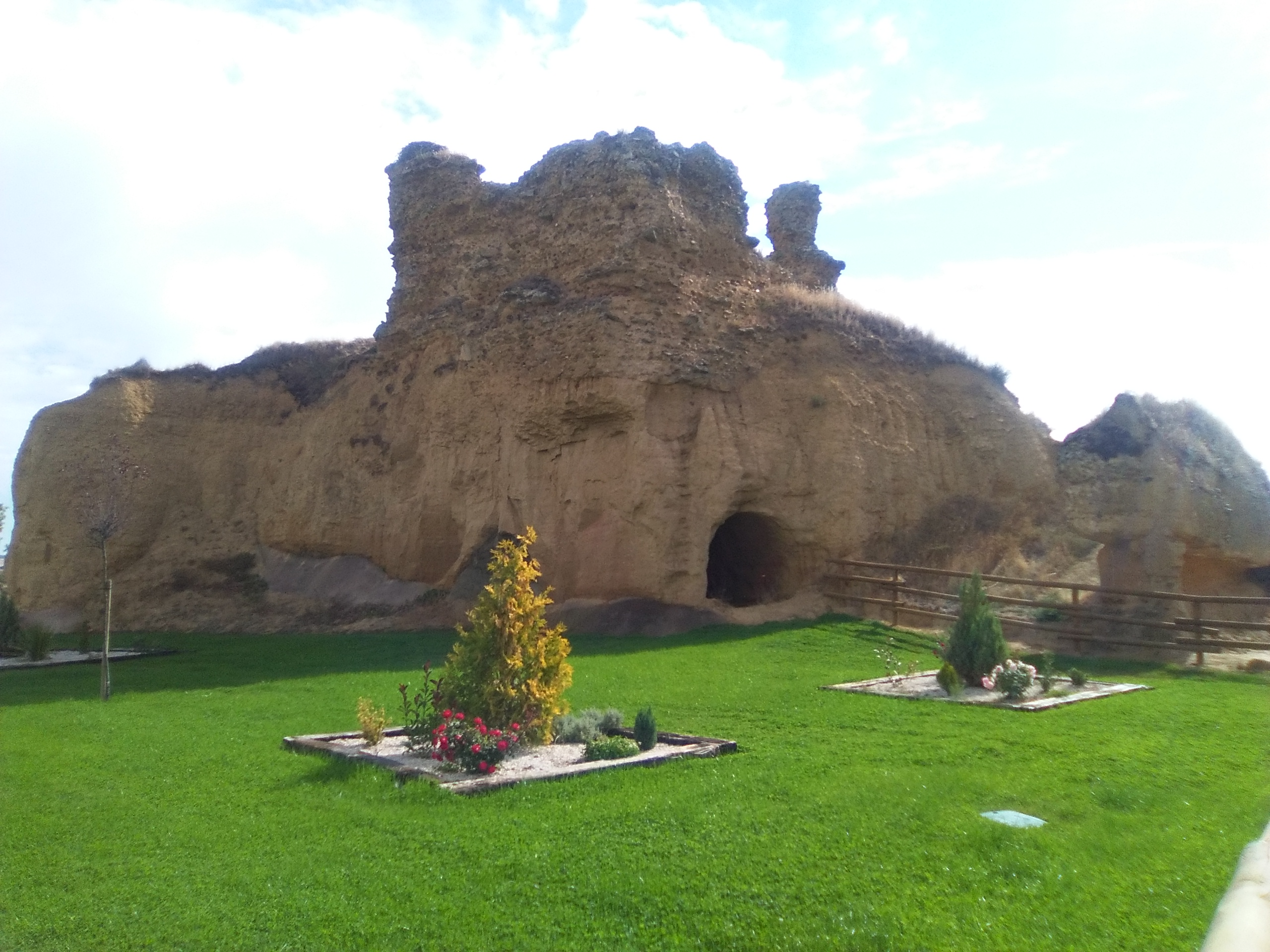
Burgruine
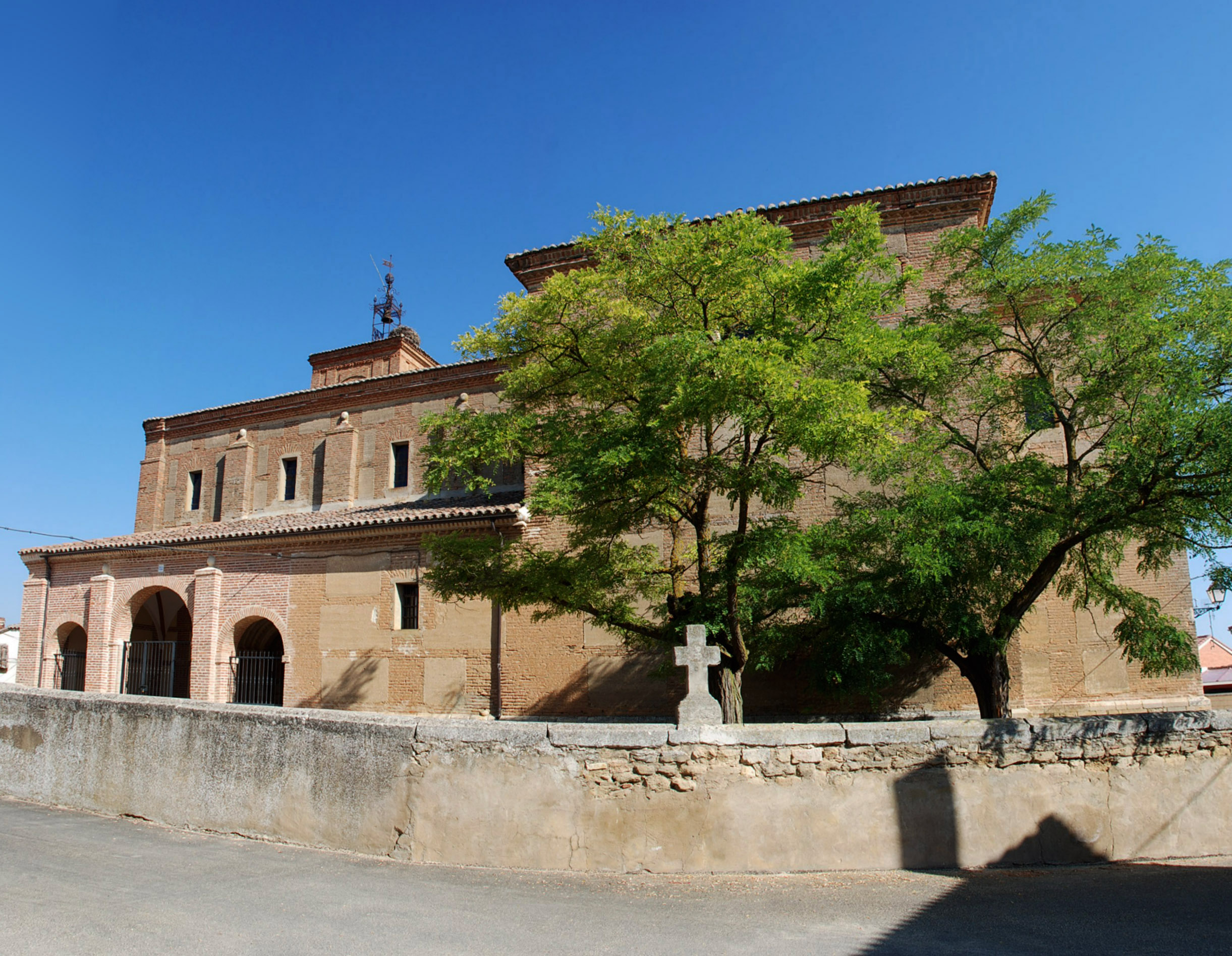
Quiricuskirche
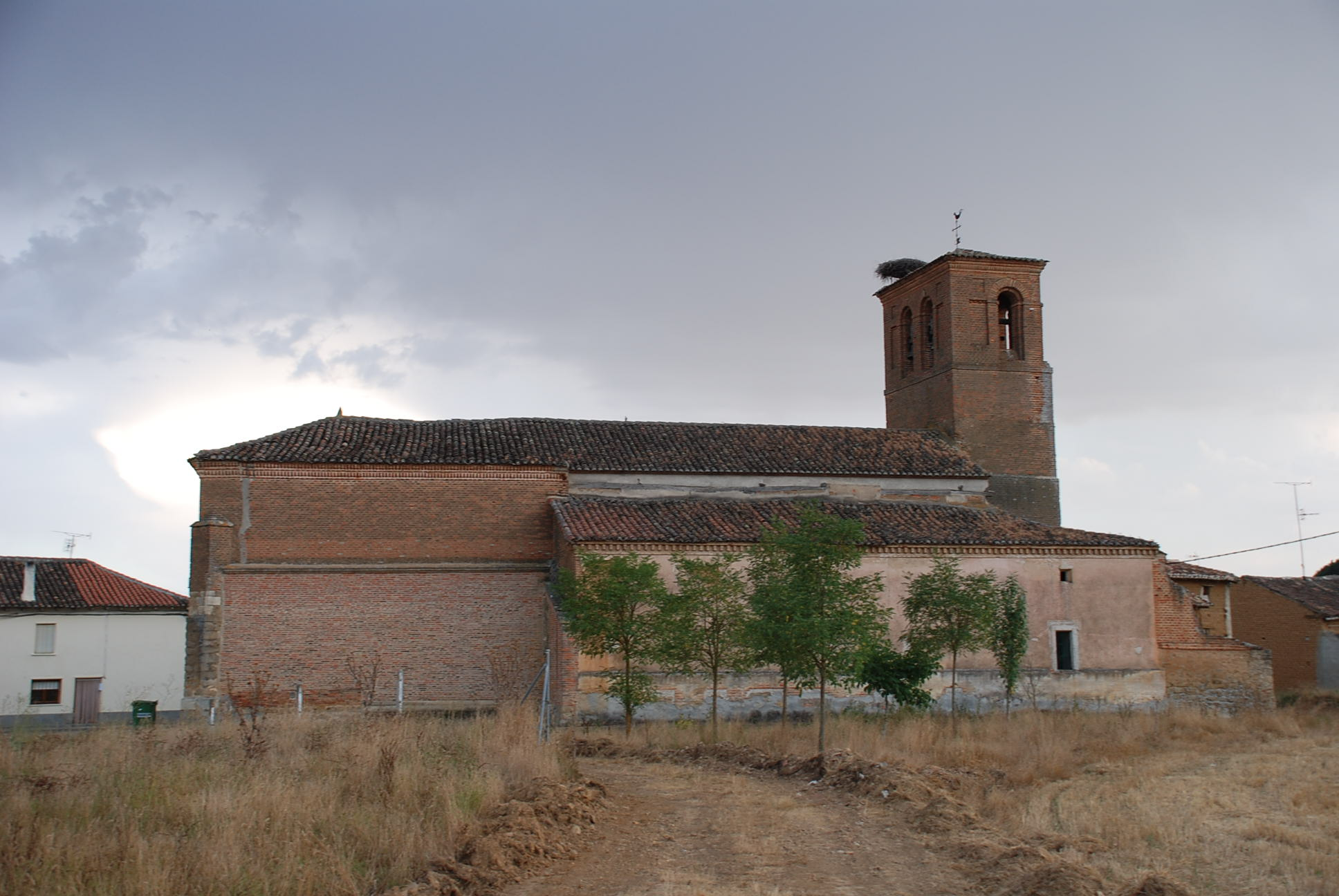
Andreaskirche
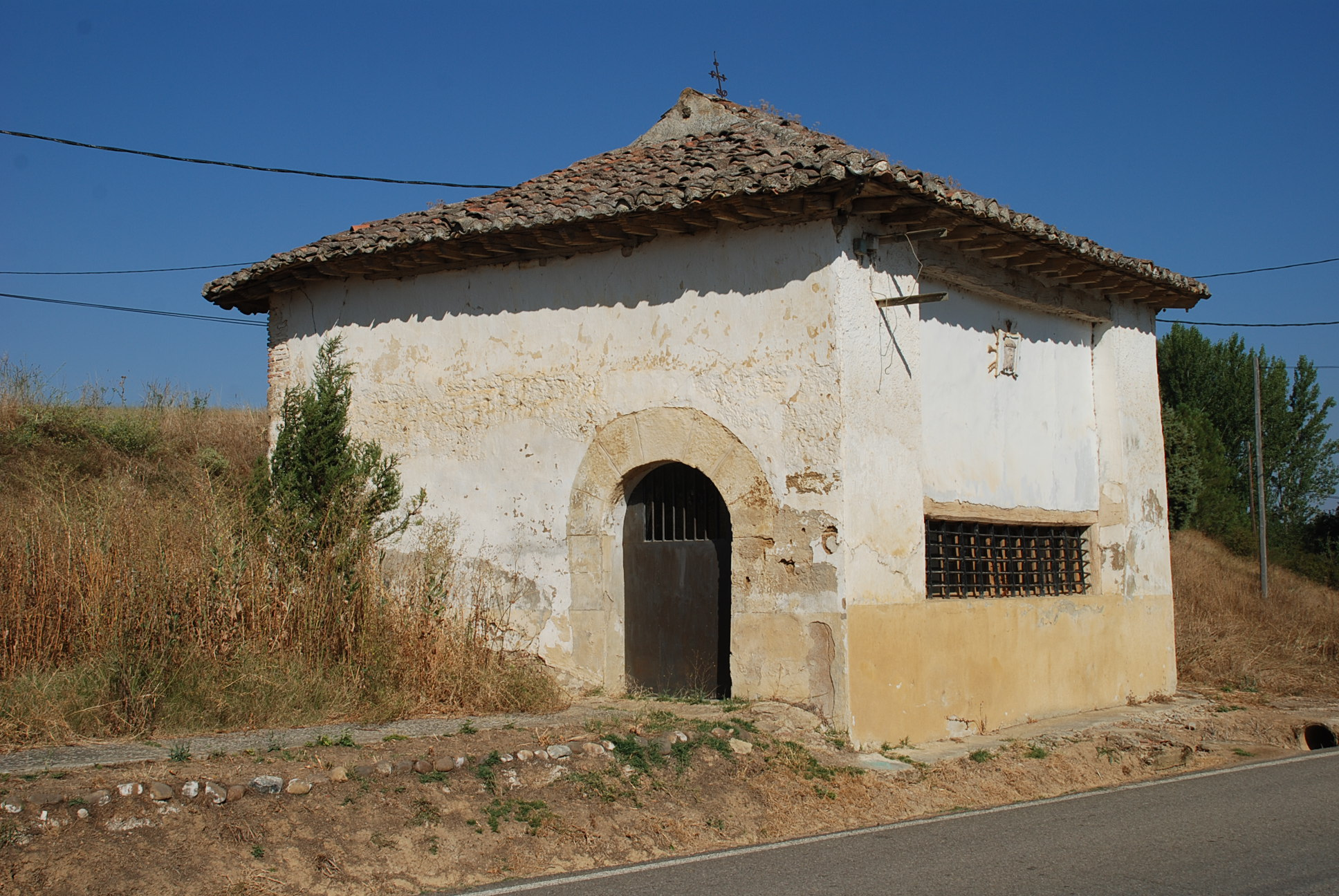
Christuskapelle
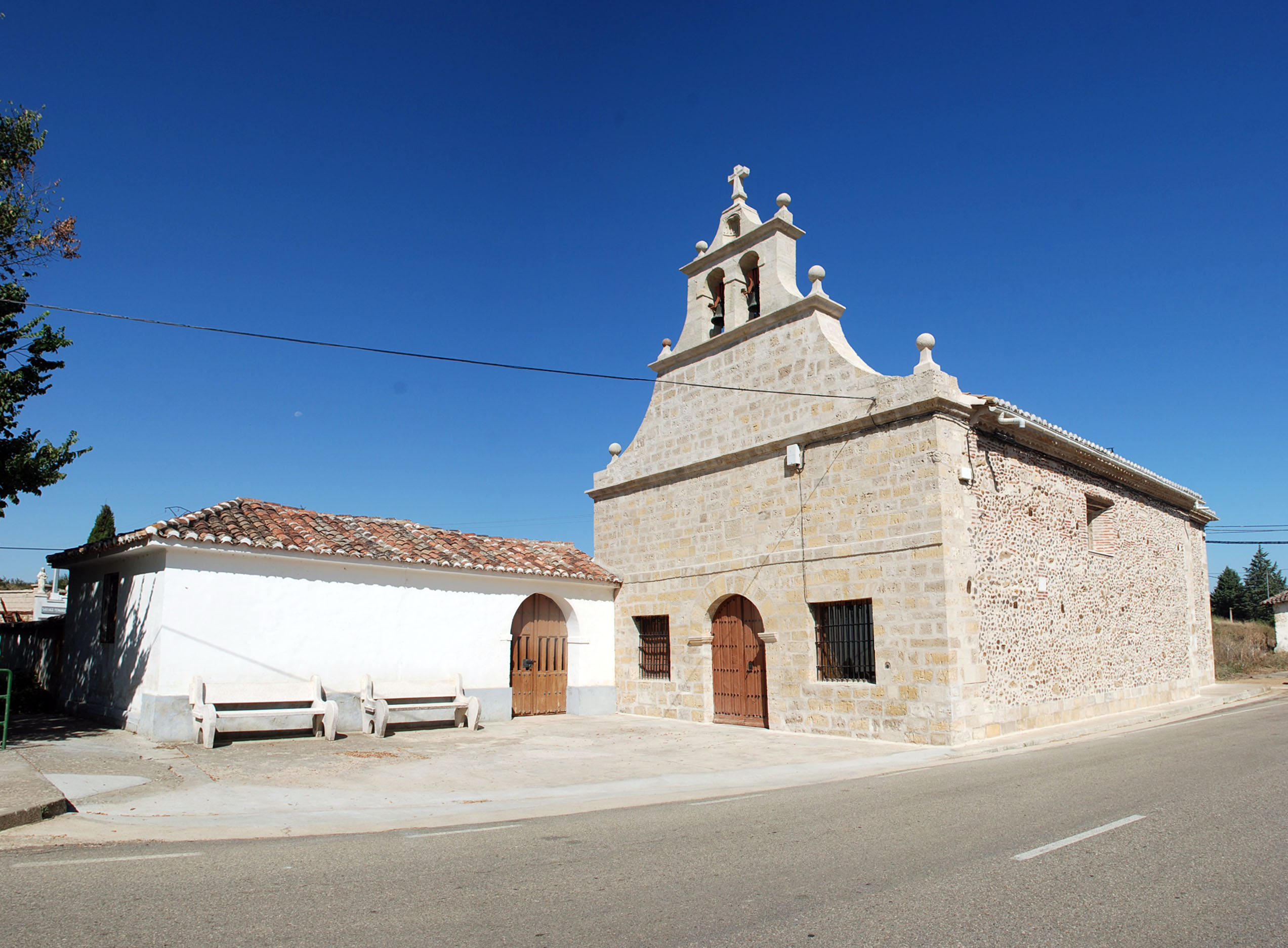
Marienkapelle
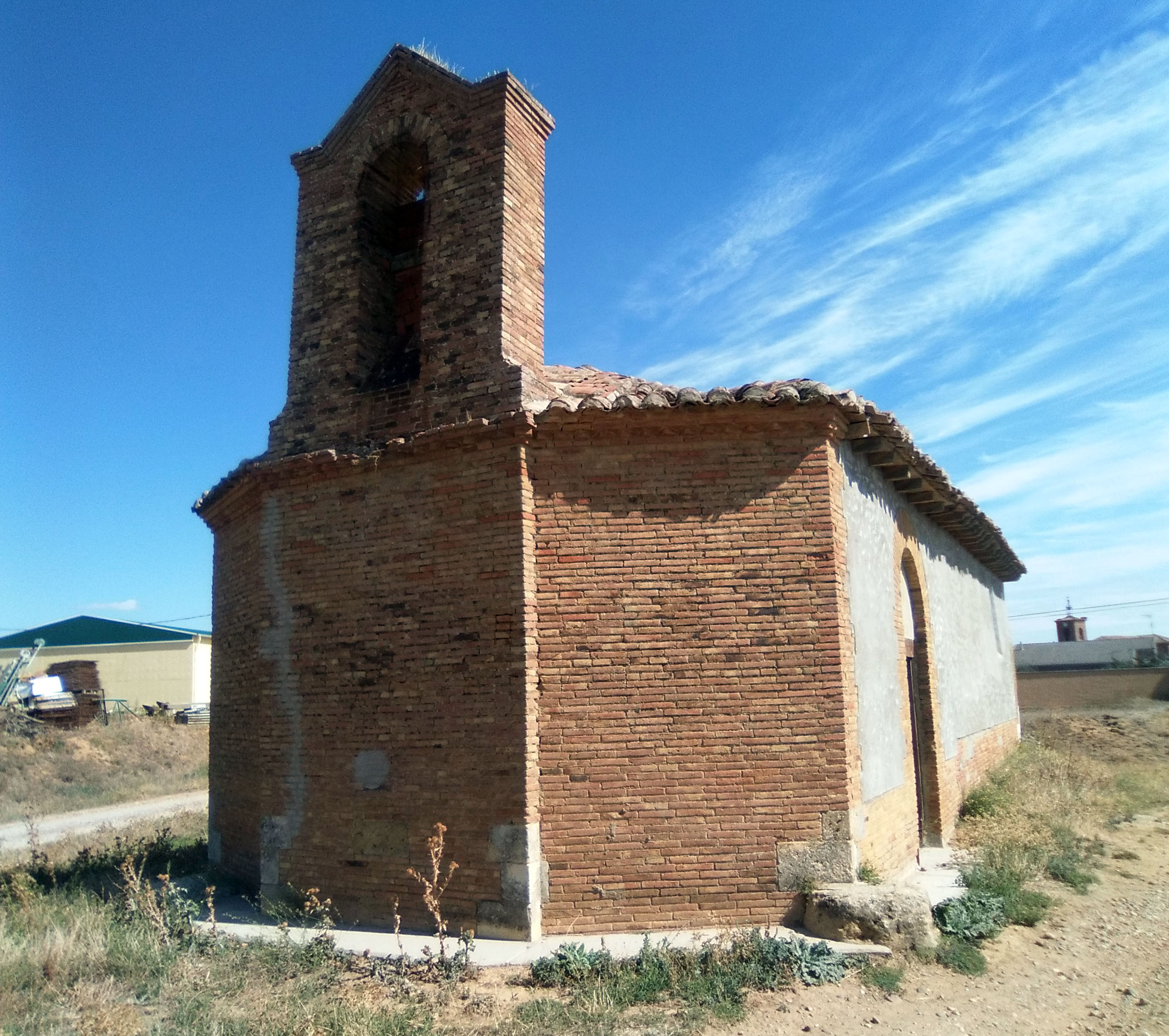
Sebastianuskapelle
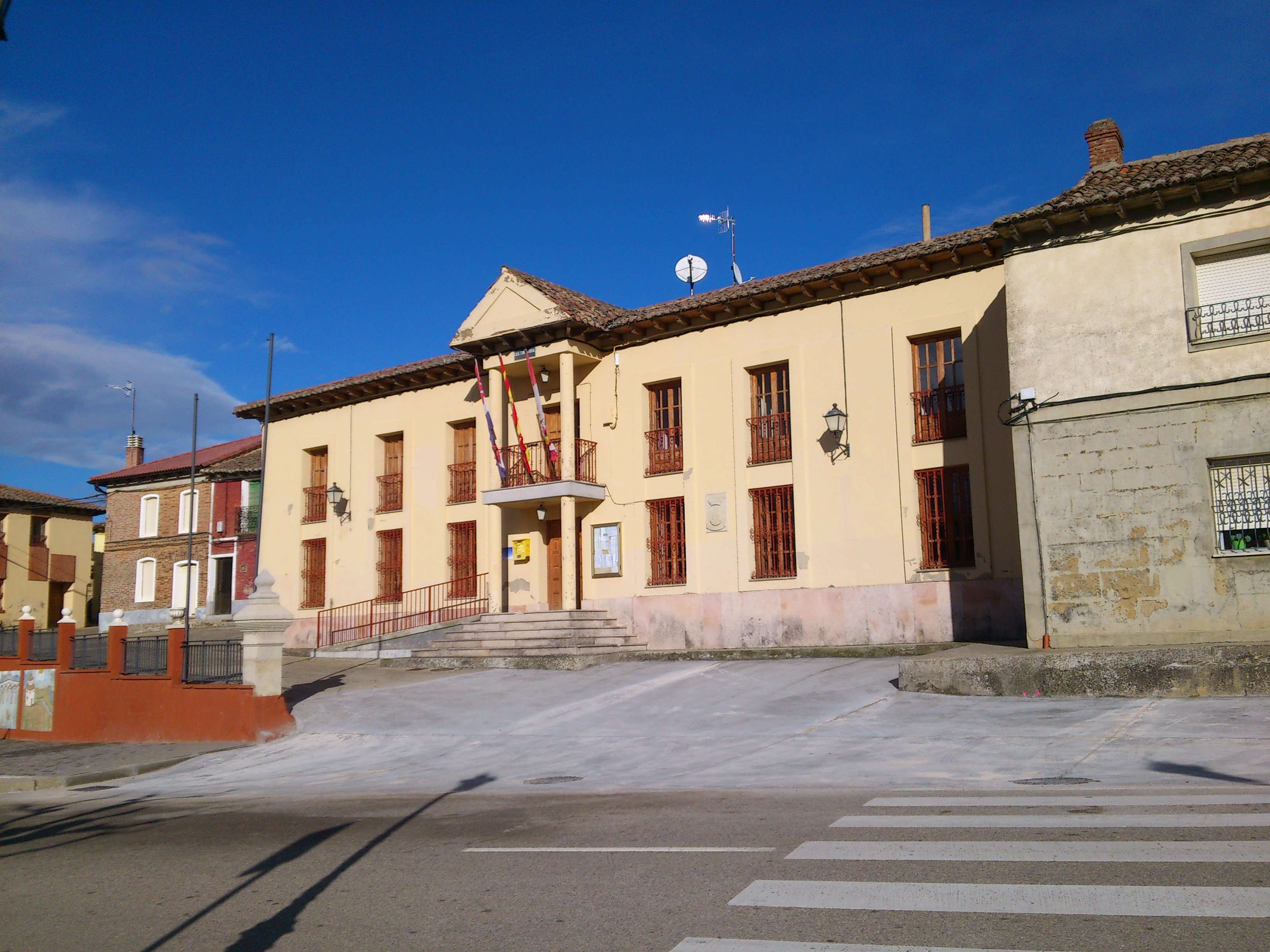
Rathaus